# Ottaviano Fregoso
Ottaviano Fregoso, o también Ottaviano Campofregoso, (Génova, 1470 - Isquia, 1524) fue el 44.º dux (dogo) de la República de Génova (1513-1515) y gobernador en nombre del rey Francisco I de Francia (1515 - 1522).

## Biografía

Escudo de Armas de los Fregoso

Perteneciente a la familia genovesa de los Fregoso, era hijo de Agostino Fregoso y de Gentile di Montefeltro, hija natural del condotiero, mecenas de humanistas y coleccionista de libros, el duque de Urbino, Federico da Montefeltro.
Aunque nacido en Génova, como su hermano Federigo, futuro cardenal, transcurre gran parte de su juventud en la corte de Guidobaldo da Montefeltro en Urbino, donde reciben una formación clásica y frecuentan la compañía de humanistas como Pietro Bembo, Baltasar Castiglioni o artistas como el gran pintor Rafael. Ottaviano y Federigo Fregoso participan en la discusión ficticia presidida por Elisabetta Gonzaga, duquesa de Urbino, en el libro el cortesano de Baldassare Castiglione, que tendría lugar en la corte de Urbino en 1507. En el diálogo, ambos hermanos, quiénes (como los otros interlocutores en la discusión) deben encarnar el ideal italiano del cortesano renacentista en una corte imaginaria, son mostrados como defensores de la forma republicana de gobierno.
Su carrera militar comienzoa en 1497, cuando participa en una alianza con el rey de Francia Carlos VIII para tratar de expulsar a la familia Sforza de Génova. A principios de la década de 1500, también participa en la defensa del ducado de Urbino, gobernado por su tío, contra el hijo del Papa Alejandro VI, Cesare Borgia, llamado il Valentino. En el curso de esta guerra, Guidobaldo da Montefeltro se vio obligado a destruir varias fortalezas para que no cayeran en manos del enemigo. 
En 1506 Ottaviano obtiene de su tío el Señoríó de Sant'Agata Feltria, del que fue formalmente investido por el papa León X en el 1513. También en 1506, Ottaviano es enviado a Bolonia para reintegrar a los Estados Pontificios las ciudades que habían caído en manos de Giovanni Bentivoglio.
De vuelta en Génova, intentó con su primo Giano Fregoso expulsar de la ciudad a sus antiguos aliados franceses. En aquellos años en Génova se produjeron feroces enfrentamientos por el predominio de la ciudad entre los Fregosos, del lado de los güelfos y los Adornos, gibelinos. Estos enfrentamientos culminaron en 1510, con la victoria de los Adorno: los Fregosos se vieron obligados a exiliarse y Octavio se refugió en Urbino nuevamente. Tres años más tarde, una vez que los Adorno son derrotados, los Fregosos regresaron a Génova, donde Ottaviano se convirtió en dogo en junio de 1513. Durante su gobierno promovió importantes obras públicas, como la modernización del puerto de Génova y la construcción del campanario de la catedral de San Lorenzo. 
Para aquellos tiempos fue un gobernante magnánimo con sus enemigos políticos, ya fueran de su propia familia, como su primo Giano, su aliado contra los franceses pero que había conspirado contra Ottaviano para ocupar el puesto de dogo, ya fueran de las familias tradicionalmente opositoras, los Adorno y los Fieschi. A partir de 1515, Ottaviano Fregoso se vio obligado a reconocer al rey de Francia, Francisco I, como su señor y nuevo Dux de Génova, aunque Francisco le permitió seguir el cargo como gobernador. En 1520 consigue que del papa León X le conceda el título de Conde.
En 1522 las tropas españolas del emperador Carlos V, enfrentado al francés, ocuparon y saquearon Génova; Ottaviano fue tomado prisionero, y encarcelado primero en Nápoles, luego en Aversa y finamente en la fortaleza de Ischia, donde murió en 1524, al parecer de algunos, envenenado. Después de su muerte, el feudo de Sant'Agata Feltria fue gobernado primero por su hermano, el cardenal Federigo, y luego por su hijo Aurelio.
Los cronistas de la época lo recuerdan como un príncipe liberal y magnánimo, y le señalan como un modelo de referencia para los gobernantes de la época, al igual que Baldassarre Castiglione en su libro Il Cortegiano (el Cortesano). Guicciardini, en su Historia de Italia, lo recuerda como "ciertamente un príncipe de excelentes virtudes, y por su justicia y por otras cualidades notables, amado tanto en esa ciudad, como un príncipe puede ser amado en una tierra llenas de facciones, y en el la que no se extinguió de la mente de los hombres, el recuerdo de la antigua libertad ".
Como curiosidad, entre los descendientes de Ottaviano Fregoso, hay unos cuantos en los Estados Unidos, la mayoría de ellos residiendo en los estados de CA, VA, NY, NV y FL. Son descendientes directos Antonasio Fregoso, Robert Fregoso, Bobby Fregoso, Charlotte Fregoso, Sean Fregoso, Cynthia Fregoso, Elizabeth Fregoso, Skylar Fregoso, Jordan Fregoso y Garrett Fregoso.